# Vrhe (Novo Mesto, Slovenija)
Vrhe je naselje u slovenskoj Općini Novom Mestu. Vrhe se nalazi u pokrajini Dolenjskoj i statističkoj regiji Jugoistočnoj Sloveniji. 

## Stanovništvo
Prema popisu stanovništva iz 2002. godine naselje je imalo 59 stanovnika.